# Phytoseius brigalow
Phytoseius brigalow är en spindeldjursart som beskrevs av Thomas Walter och John Stanley Beard 1997. Phytoseius brigalow ingår i släktet Phytoseius och familjen Phytoseiidae. Inga underarter finns listade i Catalogue of Life.